# Adis Ahmetovic

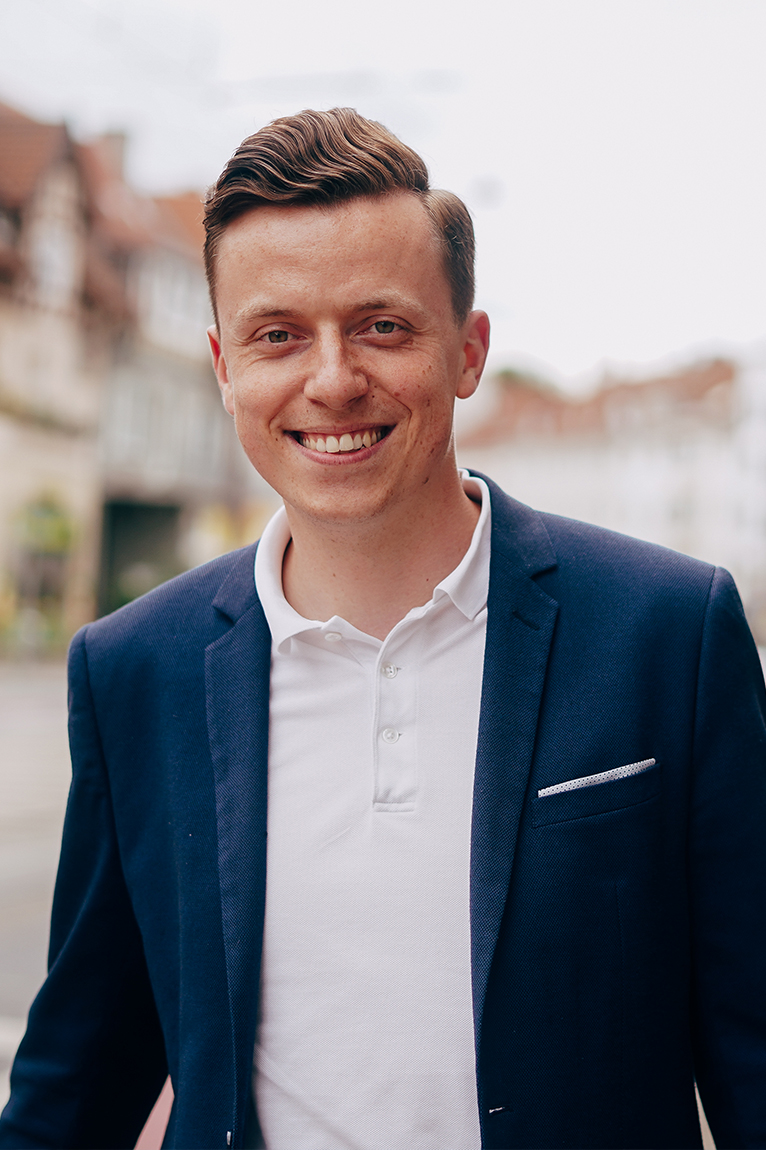

Adis Ahmetovic (ur. 27 lipca 1993 w Hanowerze) – niemiecki polityk socjaldemokratyczny. Od 2021 roku jest posłem do Bundestagu, gdzie zasiada w komisji spraw zagranicznych.